# Olesicampe alpestris
Olesicampe alpestris là một loài tò vò trong họ Ichneumonidae.